# Lacertaspis reichenowi
Lacertaspis reichenowi är en ödleart som beskrevs av  Peters 1874. Lacertaspis reichenowi ingår i släktet Lacertaspis och familjen skinkar. Inga underarter finns listade i Catalogue of Life.